# Platypalpus ruficornis
Platypalpus ruficornis är en tvåvingeart som först beskrevs av Roser 1840.  Platypalpus ruficornis ingår i släktet Platypalpus och familjen puckeldansflugor. Arten är reproducerande i Sverige. Inga underarter finns listade i Catalogue of Life.